# Gud, du gick bort
Gud, du gick bort är en psalm av Britt G Hallqvist, skriven år 1969, och bearbetad av henne själv 1978. Melodin (d-moll, 4/4) av Torsten Sörenson komponerades år 1970.
Texten blir fri för publicering 2067.

## Publicerad som
- Nr 592 i Den svenska psalmboken 1986 under rubriken "Tillsammans i världen".